# Cardona (Rizal)
Cardona és un municipi de la província de Rizal, a les Filipines. Segons les dades del cens de l'any 2007 té una població de 44.942 habitants en més de 8.000 habitatges. Cardona està políticament subdividida en 19 barangays.
| - Balibago - Boor - Calahan - Dalig,Kuhala - Del Remedio (Pob.) - Iglesia (Pob.) - Lambac - Looc - Malanggam-Calubacan | - Nagsulo - Navotas - Patunhay,Longos - Real (Pob.) - Sampad - San Roque (Pob.) - Subay - Ticulio - Tuna |